# 恋の1-2-3
「恋の1-2-3」（こいのワントゥスリー）は、スパークリング☆ポイントの8枚目のシングル。2006年10月25日にGIZA studioから発売された。

## 概要
- 南国生まれでサマーソングが多い彼女達には珍しいウィンターソングである。
- メインボーカルは明日香だか、PV、ジャケットともに初めて梓がセンターとなっている。
- 亜衣里はほとんどソロパートがない。

## 収録曲
（全作詞:スパークリング☆ポイント）
1. 恋の1-2-3 [4:16]
作曲:大野愛果 編曲:松田純一 for B.R.G.
  - Music Japan TV開局10周年キャンペーンソング
2. Tonight [4:57]
作曲:寺尾広 編曲:mu
3. 恋の1-2-3（Instrumental）

## 収録アルバム
| 曲名      | アルバム         | 発売日       | 備考                  |
| --------- | ---------------- | ------------ | --------------------- |
| 恋の1-2-3 | 『サンキュー!!』 | 2007年7月4日 | 3rdオリジナルアルバム |